# 日伯学園

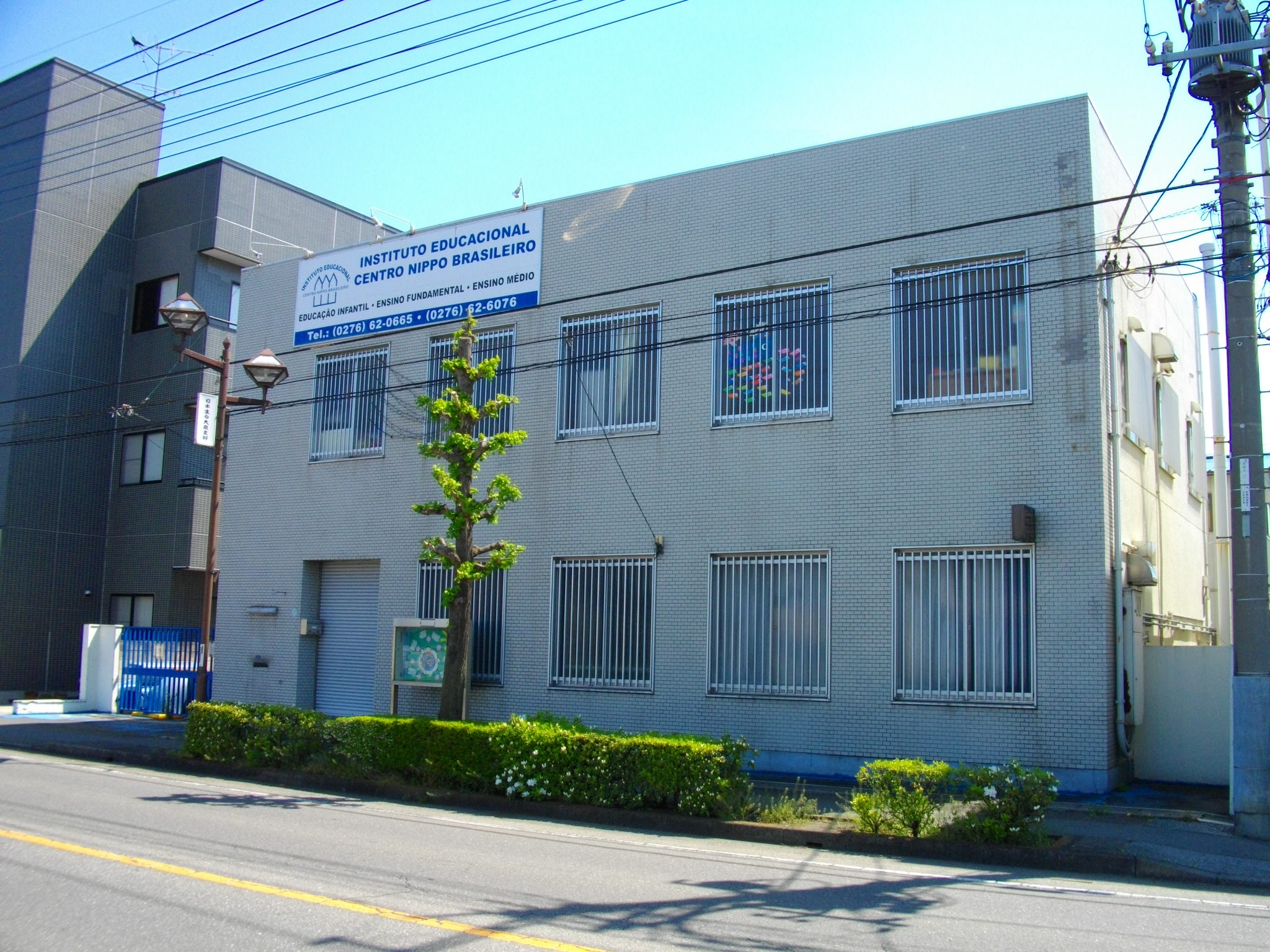
日伯学園

日伯学園（にっぱくがくえん, Instituto Educacional Centro Nippo Brasileiro）は、群馬県邑楽郡大泉町にある在日ブラジル人向けの学校である（無認可校）。

## 沿革
- 1991年 - 日系ブラジル人のため日本語教室・大泉日伯センターとして開設。
- 1995年 - 同じ町内の現在地に移転。
- 2002年 - ブラジル政府から認可。

## 園長
戸澤江梨香

## 住所
群馬県邑楽郡大泉町西小泉1-12-17

## 地域住民
この学校では地域に暮らす日系ブラジル人向けに託児保育や日本語教室を開いている。

## 参考書籍
- 月刊「イオ」編集部編『日本の中の外国人学校』明石書店　2006年　ISBN 4-7503-2445-0